# Lila Milchling
Der Lila Milchling (Lactarius lilacinus), selten auch Erlen-Milchling genannt, ist eine Pilzart aus der Familie der Täublingsverwandten (Russulaceae). Es ist ein eher kleiner Milchling mit einem samtigen, mehr oder weniger rosa- bis ziegelfarbenen Hut. Man findet den seltenen Pilz unter Erlen in feuchten Wäldern und entlang von Bächen, Füssen und Gräben. Die ungenießbaren Fruchtkörper erscheinen meist gesellig bis büschelig von September bis Oktober.

## Merkmale

### Makroskopische Merkmale
Der dünnfleischige Hut ist 2–5 (12) cm breit, zuerst flach gewölbt, dann flach ausgebreitet, mit eingebogenem Rand und niedergedrückter Mitte und im Alter bisweilen trichterförmig vertieft, wobei der Rand lange eingebogen bleibt. In der Hutmitte trägt er oft eine kleine Papille. Die glatte Oberfläche ist matt und trocken, anfangs fein samtig, alt angedrückt feinschuppig, besonders im Zentrum. Der Hut ist dunkel rosa-lila mit graulila Tönung. Im Alter blasst er fleischfarben-ockerlich aus oder wird leicht violettgrau. Manchmal ist er leicht gezont, vor allem zum Rand hin.
Die jung blass schmutzig-gelben, später ockerfarben bis fleischfarben-ockerlichen Lamellen sind breit am Stiel angewachsen oder laufen leicht daran herab. Die Lamellen sind mittelbreit bis breit und stehen ziemlich entfernt. Sie sind oft untermischt, teilweise gegabelt und manchmal leicht queradrig verbunden. Das Sporenpulver ist weißlich.
Der mehr oder weniger zylindrische Stiel ist 2,5–5 (7) cm lang und 0,5–1 cm breit. Er ist oft unregelmäßig längsaderig gerieft oder gefurcht, die Oberfläche ist trocken und glatt. Der Stiel ist wie der Hut gefärbt oder blasser. Meist ist er mehr oder weniger blass rosa-ocker gefärbt und hat oft an der Spitze eine ockerfarbene Zone, während er zur Basis hin mehr ockerbräunlich oder zimtfarben ist. Das Stielinnere ist jung voll und im Alter mehr oder weniger hohl.
Das zerbrechliche Fleisch ist creme- bis blass ockerfarben und riecht fruchtig bisweilen auch nach "Geranienblättern" (Pelargonien) oder nach Zichorien, Maggi-Würze oder Bockshornklee, ganz ähnlich wie der Eichen-Milchling, beim Trocknen verstärkt sich dieser Geruch noch. Das Fleisch schmeckt anfangs mild, dann langsam schärflich bis leicht bitter. Die weiße oder wässrig weiße Milch ist meist eher spärlich und mehr oder weniger unveränderlich. Sie trocknet blass graugrünlich ein und schmeckt zuerst fast mild und nach kurzer Zeit bitter, schärflich-kratzend bis mäßig scharf.

### Mikroskopische Merkmale
Die rundlichen bis elliptischen Sporen sind durchschnittlich 7,7–8,2 µm lang und 6,0–6,4 µm breit. Der Q-Wert (Quotient aus Sporenlänge und -breite) ist 1,1–1,4. Das Sporenornament ist 0,7–1,3 µm hoch und besteht aus Warzen und kurzen Graten, die zu einem mehr oder weniger vollständigen, leicht gebänderten Netz verbunden sind. Geschlossenen Maschen kommen ebenso häufig vor wie isoliertstehende Warzen. Der Hilarfleck ist inamyloid oder nach außen hin unregelmäßig amyloid.
Die zylindrischen bis leicht keuligen, 4-sporigen Basidien messen 30–50 × 8,5–12 µm. Die zahlreichen, mehr oder weniger zylindrischen Pleuromakrozystiden sind 60–105 µm lang und 7–11 (13) µm breit. Die Spitze ist stumpf oder trägt ein kleines Spitzchen. Die Lamellenschneide ist heterogen, das heißt, sie trägt sowohl Basidien wie auch Cheilomakrozystiden. Die ziemlich zahlreichen, zylindrischen Cheilomakrozystiden sind 45–90 µm lang und 6,5–9,5 µm breit.
Die Huthaut (Pileipellis) ist eine wenig differenzierte Cutis, die einige mehr oder weniger trichoderm-ähnliche Abschnitte aufweist. Die kurzzelligen, dicken, 4–20 µm breiten Hyphen sind unregelmäßig miteinander verflochten, einzelne Hyphenenden stehen deutlich hervor.

## Artabgrenzung
Der Lila-Milchling könnte mit dem Schüppchen-Milchling (Lactarius spinosulus) oder dem Birken-Reizker (Lactarius torminosus) verwechselt werden, die beide farblich sehr ähnliche Fruchtkörper bilden und ebenfalls eine scharfe, weiße und unveränderliche Milch haben. Der Schüppchen-Milchling hat aber einen stärker gezonten und schuppigen Hut und kommt unter Birken vor, während der ebenfalls unter Birken vorkommende Birken-Reizker einen filzigen Hutrand hat.

## Ökologie
Der Lila-Milchling gehört zu den wenigen Milchlingen, die strikt an Erlen gebunden sind. Im Tiefland dienen Schwarzerlen als Mykorrhizapartner im höheren Bergland wächst er bei Grauerlen. Man findet den Pilz daher in verschiedenen Erlen-Auwald-Gesellschaften wie Winkelseggen-, Hainsternmieren- und Traubenkirschen-Schwarzerlen-Gesellschaften, aber auch in Grauerlenauwäldern mit und ohne Birken oder Eschen, sowie in Erlen-Bruchwäldern. Der Milchling benötigt regelmäßig überflutete, abflussträge, mäßig feuchte bis staunasse Böden, die sauer bis neutral sein können. Man findet ihn auf sandig-lehmigen Gley-, Pseudogley-, Auelehm und anmoorigen Böden.
Die Fruchtkörper erscheinen meist gesellig bis büschelig wachsend von September bis Oktober.

## Verbreitung

Verbreitung des in Europa.
Legende:
grün = Länder mit Fundmeldungen
weiß = Länder ohne Nachweise
hellgrau = keine Daten
dunkelgrau = außereuropäische Länder.

Der Lila Milchling ist in Nordasien (Ostsibirien), Nordamerika (USA) und Europa verbreitet. In Europa findet man den Milchling in Südeuropa (Italien, Spanien), in West- und Mitteleuropa und in Fennoskandinavien. Ob und inwieweit der Milchling auch in Ost- und Südosteuropa verbreitet ist, ist nicht bekannt.
In Deutschland ist der Lila Milchling zwar aus allen Bundesländern bekannt und die Nachweise reichen von den ostfriesischen Inseln bis in die Alpentäler, doch ist er sehr lückig gestreut verbreitet und selten. In der Schweiz ist er verbreitet, aber nicht häufig.

## Systematik
Die Art wurde 1828 erstmals durch den deutschen Botaniker und Mykologen Gottlob Wilhelm Lasch als Agaricus lilacinus beschrieben und 1838 von Fries in die Gattung Lactarius gestellt, sodass er seinen heute gültigen Namen bekam. Ein nomenklatorisches Synonym ist Lactifluus lilacinus (Lasch) Kuntze (1891), weitere taxonomische Synonyme sind Lactarius lateritioroseus P. Karst. (1888), Lactarius cyathula (Fr.) Fr. (1838) (samt der nomenklatorischen Synonyme: Agaricus vietus var. cyathula Fr. : Fr. (1821) und Lactifluus cyathula (Fr.) Kuntze (1891)). Auch bei Lactarius helvus im Sinne von Bresadola (1881) handelt es sich um den Lila Milchling.
Dagegen handelt es sich beim Taxon Lactarius lilacinus im Sinne von Rea (1922) und J.E.Lange (1940), um den Schüppchen-Milchling (Lactarius spinosulus).
Das Artattribut (Epitheton) "lilacinus" bedeutet lilafarben oder hellviolett und bezieht sich, wie auch der deutsche Artname auf die Hutfarbe des Milchlings.

### Infragenerische Systematik
M. Basso, M. Bon und Heilmann-Clausen stellen den Lila Milchling in die Sektion Colorati, die innerhalb der Untergattung Russularia steht. Die Vertreter der Sektion haben trockene, mehr oder weniger filzige bis schuppige Hüte. Die Milch ist spärlich und/oder wässrig und unveränderlich. Die Huthaut ist eine Cutis oder ein Trichoderm und die Sporen sind mehr oder weniger netzig ornamentiert.

## Bedeutung
Der Lila Milchling ist kein Speisepilz, auch wenn sein Fleisch nicht übermäßig scharf schmeckt.